# Acalolepta griseipennis
Acalolepta griseipennis es una especie de escarabajo longicornio del género Acalolepta, tribu Monochamini, subfamilia Lamiinae. Fue descrita científicamente por Thomson en 1857.
Se distribuye por Bután, China, India, Laos, Malasia, Birmania y Nepal. Mide aproximadamente 10-16 milímetros de longitud. El período de vuelo de esta especie ocurre entre abril y julio.